# Atypena thailandica
Atypena thailandica là một loài nhện trong họ Linyphiidae.
Loài này thuộc chi Atypena. Atypena thailandica được Alberto Barrion & James A. Litsinger miêu tả năm 1995.